# اچ‌ام‌اس اکام (ام۲۷۱۴)
اچ‌ام‌اس اکام (ام۲۷۱۴) (به انگلیسی: HMS Ockham (M2714)) یک کشتی بود که طول آن ۱۰۶ فوت ۶ اینچ (۳۲٫۴۶ متر) بود. این کشتی در سال ۱۹۵۹ ساخته شد.